# Черч-стріт і Трініті-плейс
Черч-стріт і Трініті-Плейс (англ. Church Street and Trinity Place) — утворюють єдину північну дорогу в Нижньому Мангеттені, Нью-Йорк. Її північний кінець знаходиться на Канал-стріт, а південний — на Морріс-стріт, де Трініті-плейс зливається з Грінвіч-стріт. Точка розмежування – Ліберті-стріт.

## Опис
Трініті-Плейс відгалужується від Грінвіч-стріт на Морріс-стріт, тягнучись вгору від міста на північний схід, проходячи на захід від Церкви Трійці, Трініті-Білдінг і Сполучених Штатів нерухомості та парку Зуккотті. На Ліберті-стріт вона стає Черч-стріт, яка утворює східну межу Всесвітнього торгового центру з Візі-стріт. На Франклін-стріт, за кілька кварталів на південь від Канал-стріт, відгалужується Авеню Америки (Шоста авеню). Трініті-плейс, Черч-стріт і Авеню Америки утворюють безперервний наскрізний маршрут на північ від Нижнього Манхеттена до Центрального парку.